# Александар Виноградов
Александар Николајевич Виноградов (рус. Александр Николаевич Виноградов; Москва, 28. фебруар 1918 — Москва, 10. децембар 1988) био је совјетских хокејаш на леду и хокејашки тренера и члан репрезентације Совјетског Савеза са којом је освојио прву историјску титулу светског првака на Светском првенству 1954. године у Стокхолму. Паралелно са хокејом активно је играо и фудбал (1937—1949).

## Биографија
Спортску каријеру започео је као осамнаестогодишњак, након што је по одласку на одслужење војног рока почео да игра фудбал на позицији левог крила, а убрзо је постао стандардним првотимцем у, у то време, војничком клубу ЦСКА (године 1937). За ЦСКА је играо пуних десет година и у том периоду забележио је 105 наступа и постигао 5 голова. Потом прелази у редове московског ВВС-а у којем је одиграо 39 утакмица и постигао један погодак. Са ЦСКА је освојио две титуле првака Совјетског Савеза у фудбалу (1946. и 1947) и једну титулу у националном купу 1945. године.
Пре него што је почео активно да игра хокеј на леду бавио се бендијем (хокеј са лоптом), а 1936. је од стране националног бенди савеза уврштен међу 22 најбоља играча те сезоне. Хокеј на леду почео је да игра доста касно, а прву званичну утакмицу одиграо је у дресу ЦСКА у сезони 1946/47. Већ наредне сезоне прелази у редове московског ВВС МВО за који је играо наредних 6 сезона и освојио три титуле националног првака. Две последње сезоне у играчкој каријери наступао је поново у дресу ЦСКА са којим је 1955. такође освојио национално првенство. У првенству Совјетског Савеза одиграо је укупно 130 утакмица и постигао 38 голова.
Био је део сениорске хокејашке репрезентације Совјетског Савеза која је на свом дебитантском наступу на светским првенствима 1954. године освојила своју прву златну медаљу. На том првенству Виноградов је одиграо 6 утакмица (уз статистички учинак од једне асистенције), а укупно је под заставом националне селекције одиграо 13 утакмица.
По окончању играчке каријере Виноградов је једно време радио као хокејашки тренер. Две сезоне је радио као тренер у ЦСКА (са којим је освојио национално првенство 1960. године), а потом и у новооснованом хокејашком клубу из Кујбишева (где је радио као главни тренер у сезони 1963/64). По повратку у Москву радио је у клубу Криља Совјетов. Током седамдесетих и осамдесетих година радио је као тренер омладинских селекција ЦСКА.